# 澥浦月洞门
30°02′17.6″N 121°36′26.9″E / 30.038222°N 121.607472°E
澥浦月洞门，又称澥浦闸，位于浙江省宁波市镇海区澥浦镇汇源社区行门口1号旁，是古时澥浦的入海闸门。澥浦月洞门始建于元明之间，后因逐渐淤塞在清朝光绪年间废弃。2000年12月，澥浦月洞门獲公布为镇海区文物保护单位。

## 历史
澥浦月洞门始建于元明之间，为沟通香山江水（源于现镇海区镇海香山）与澥浦港而进入东海的闸口。月洞门上刻有匾额、楹联，东侧匾额和楹联分别为“海不扬波”、“地灵人杰于今圆抱乐升平，海阔天空在昔彭湃跨浩荡”，西侧为“迥澜毓秀”、“迥环形势遥连澥浦之名山，磊落石棱相接梭城之胜境”，东侧立有光绪七年（1881年）所刻沙碗塘碑记，记载沙碗塘历史变迁。澥浦港在清朝嘉庆年间的兴盛时期，一度拥有大流网船300艘，光绪晚期港口逐渐淤塞，澥浦港仅有渔船180只、商船40只，后澥浦港废止，澥浦月洞门也随之弃用。澥浦月洞门于2000年12月公布为镇海区文物保护单位。

## 现况
由于自然海洋淤泥淤塞与现代围垦影响，曾作为澥浦出海口的澥浦月洞门已经距离今海岸线有一定距离，香山江水亦早已断流，围垦土地则作为了宁波石化经济技术开发区的土地。自澥浦月洞门顶部眺望，可见宁波石化经济技术开发区内中金石化等企业装置。

## 图库

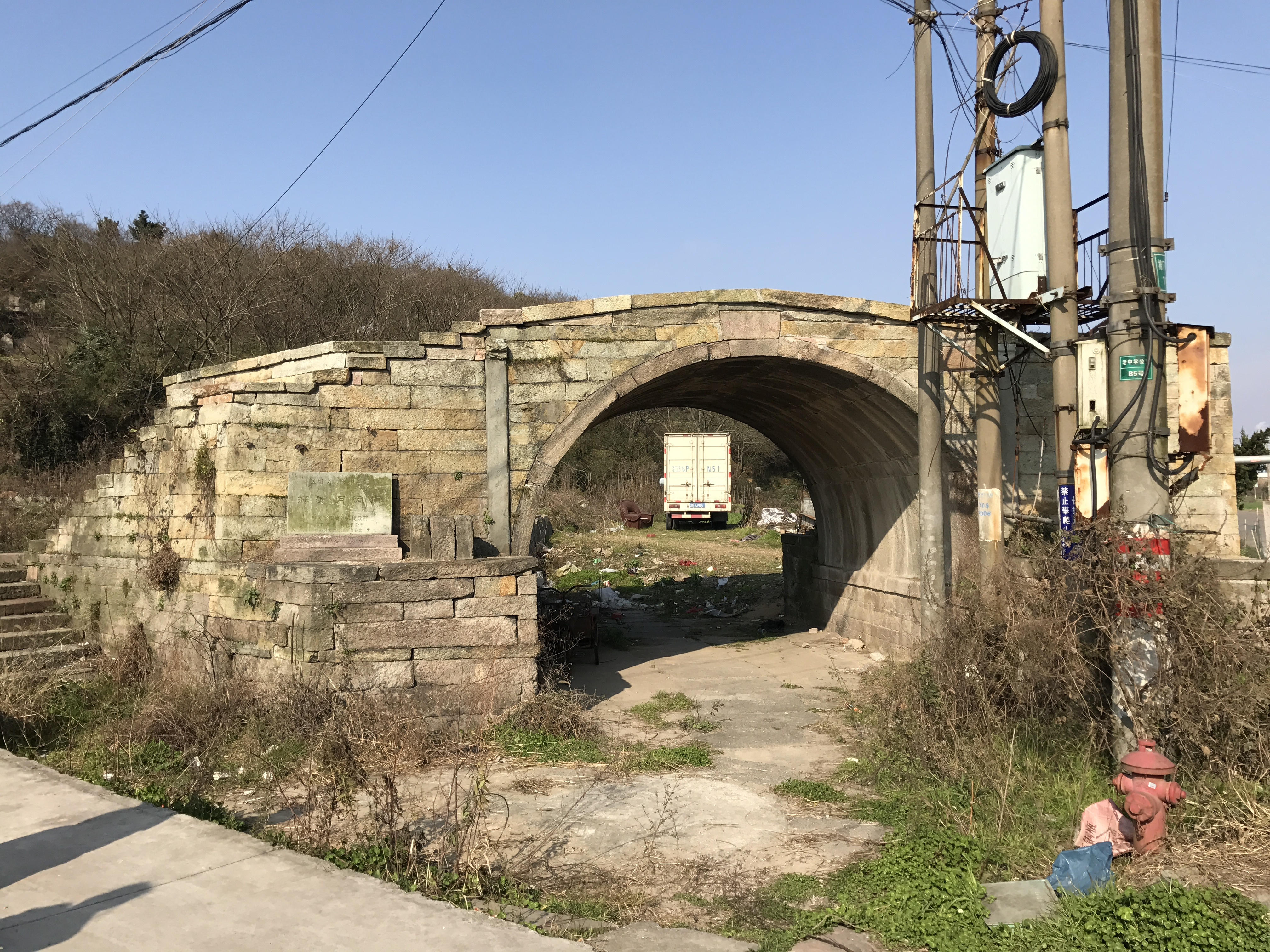
自西侧拍摄的澥浦月洞门
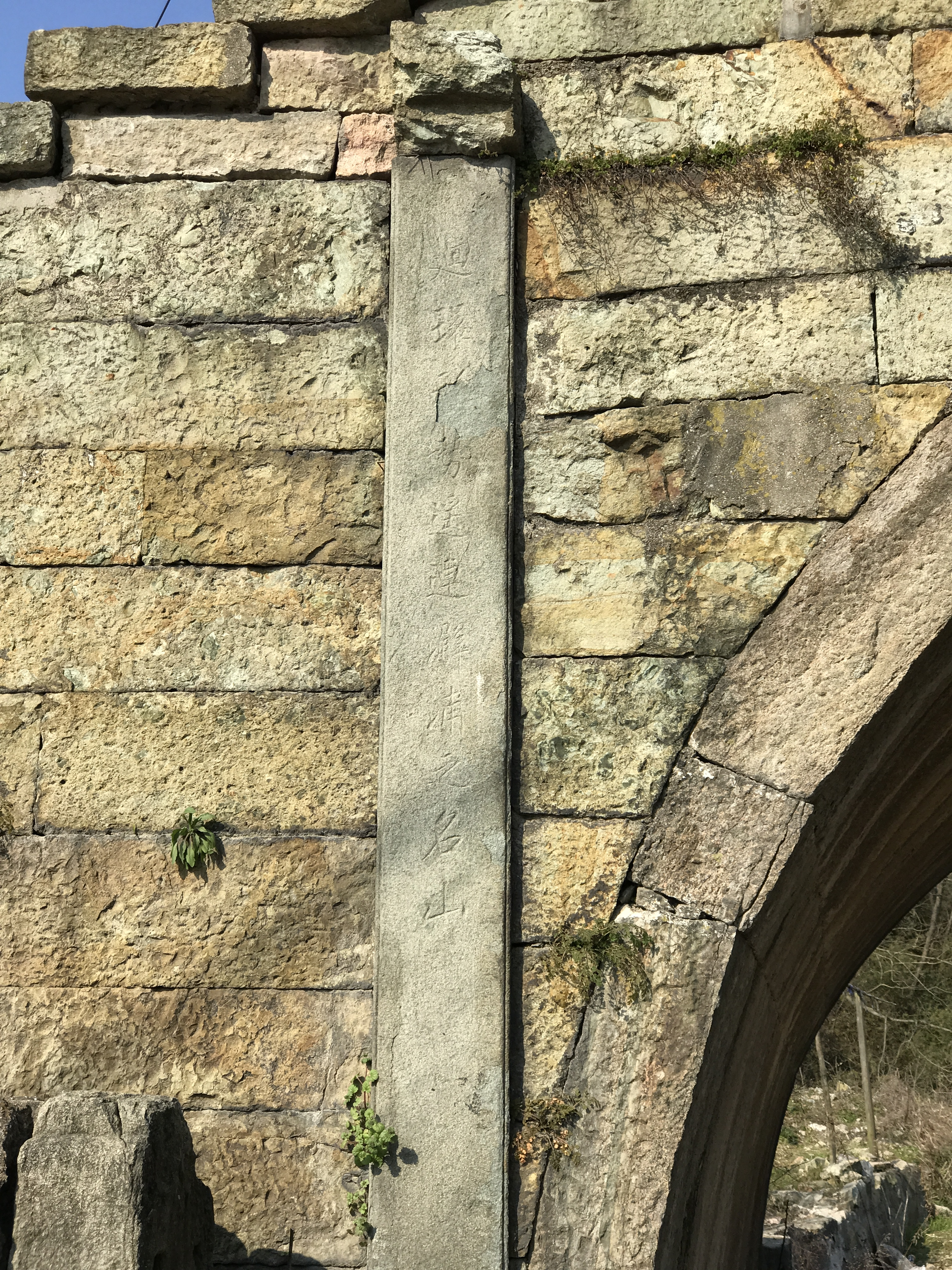
西侧楹联，上书“迥环形势遥连澥浦之名山”字样
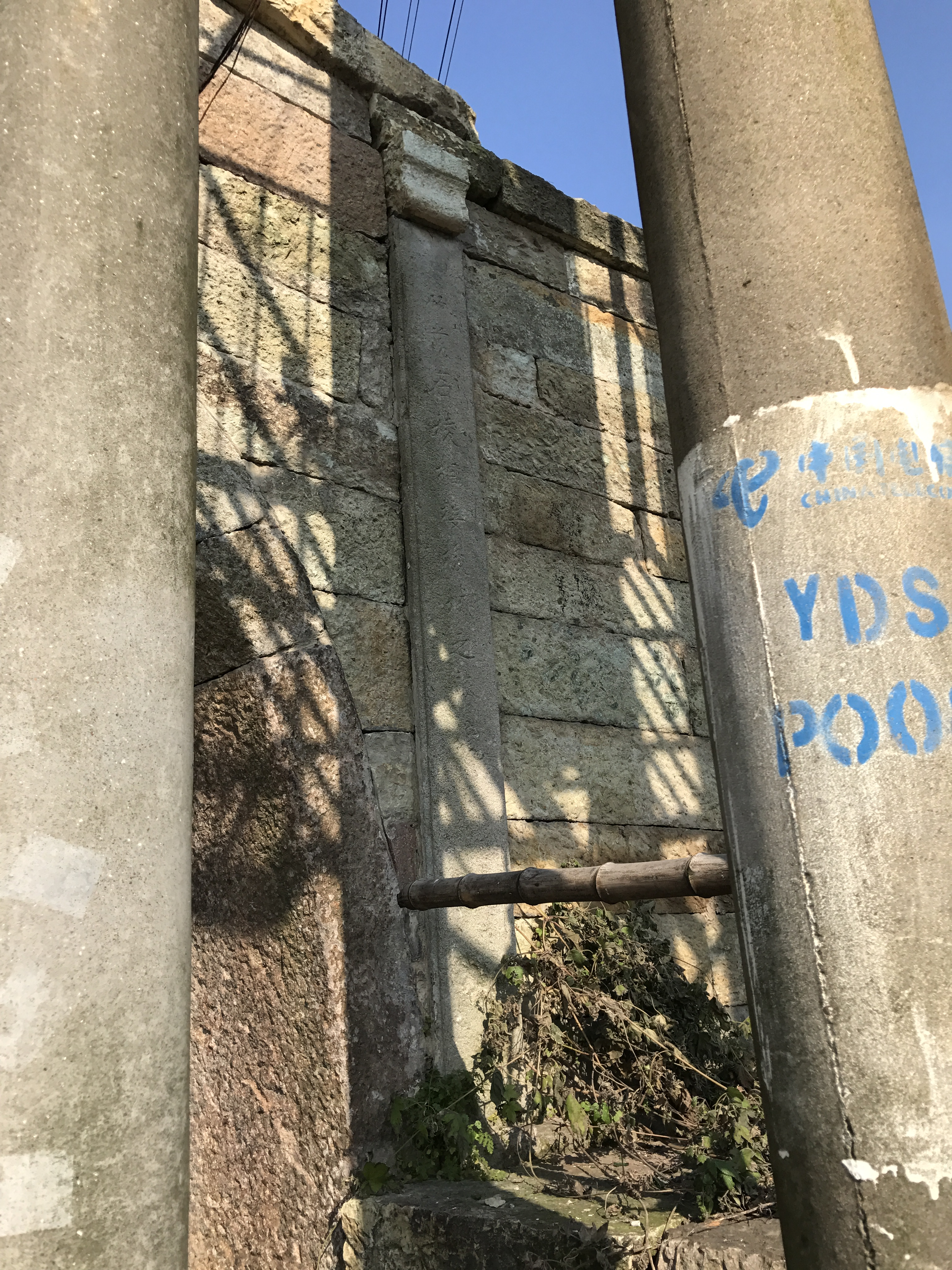
西侧楹联，上书“磊落石棱相接梭城之胜境”字样
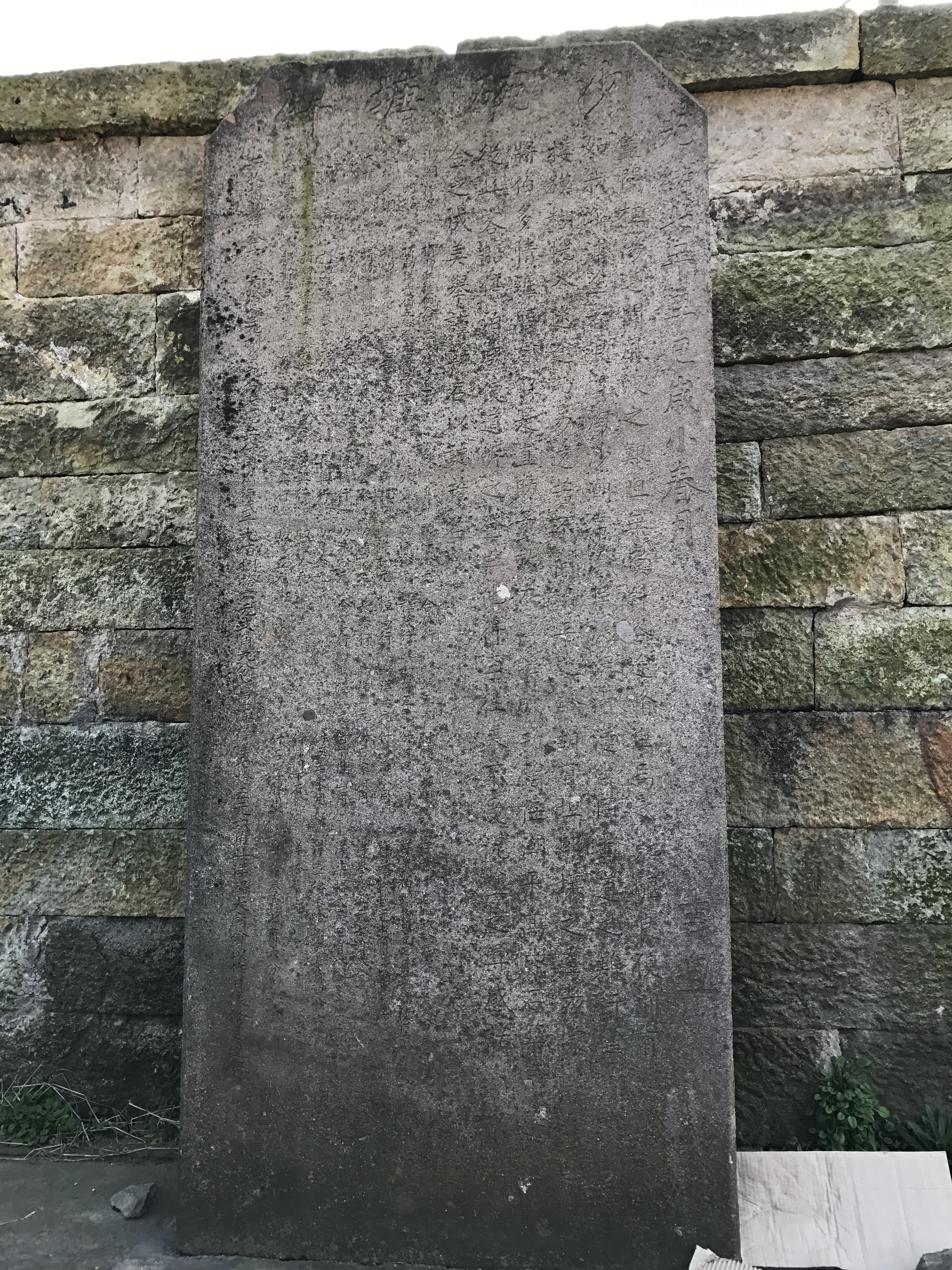
东侧所立《沙碗塘碑记》，为清光绪七年刻
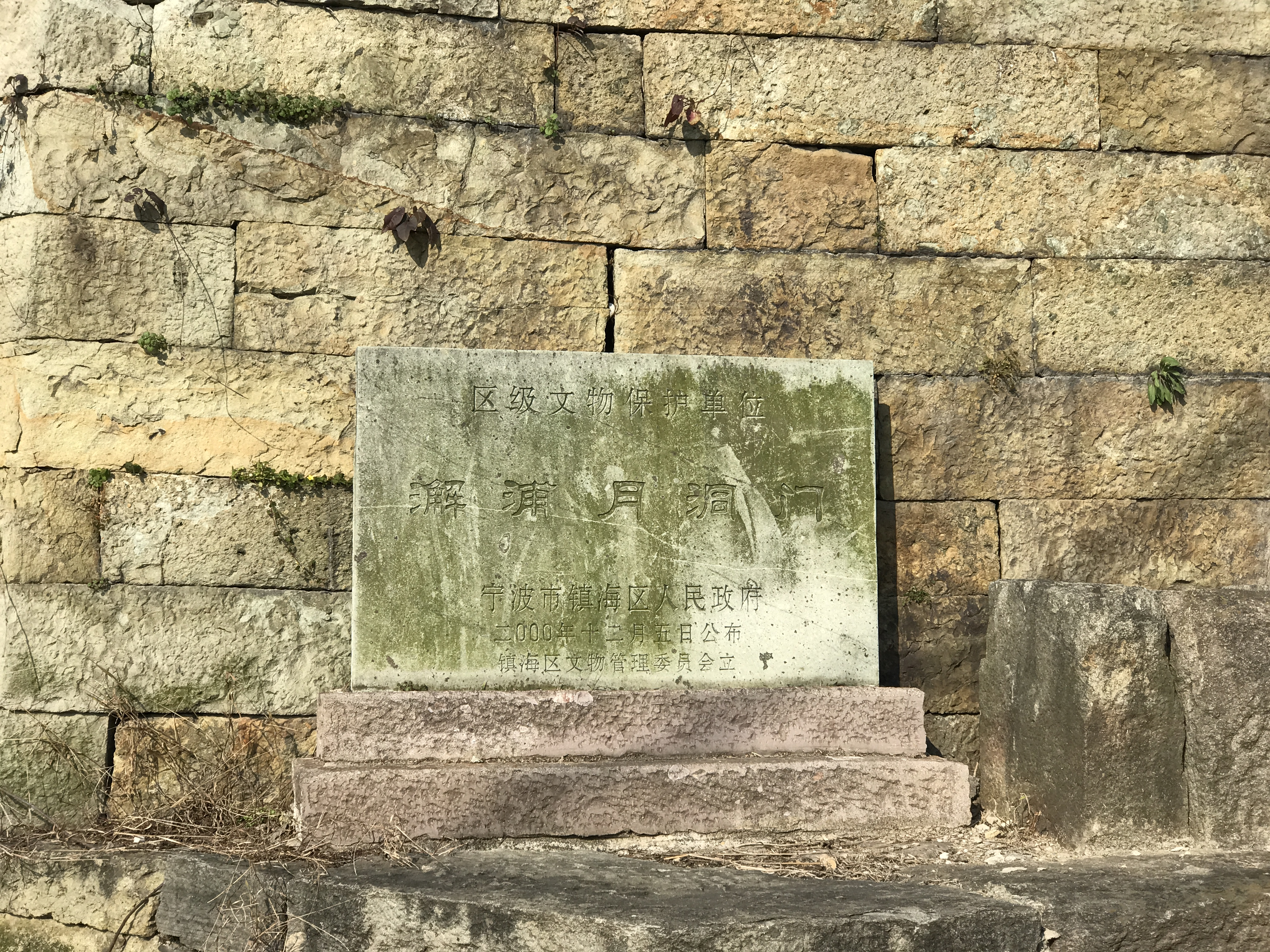
澥浦月洞门文保标识
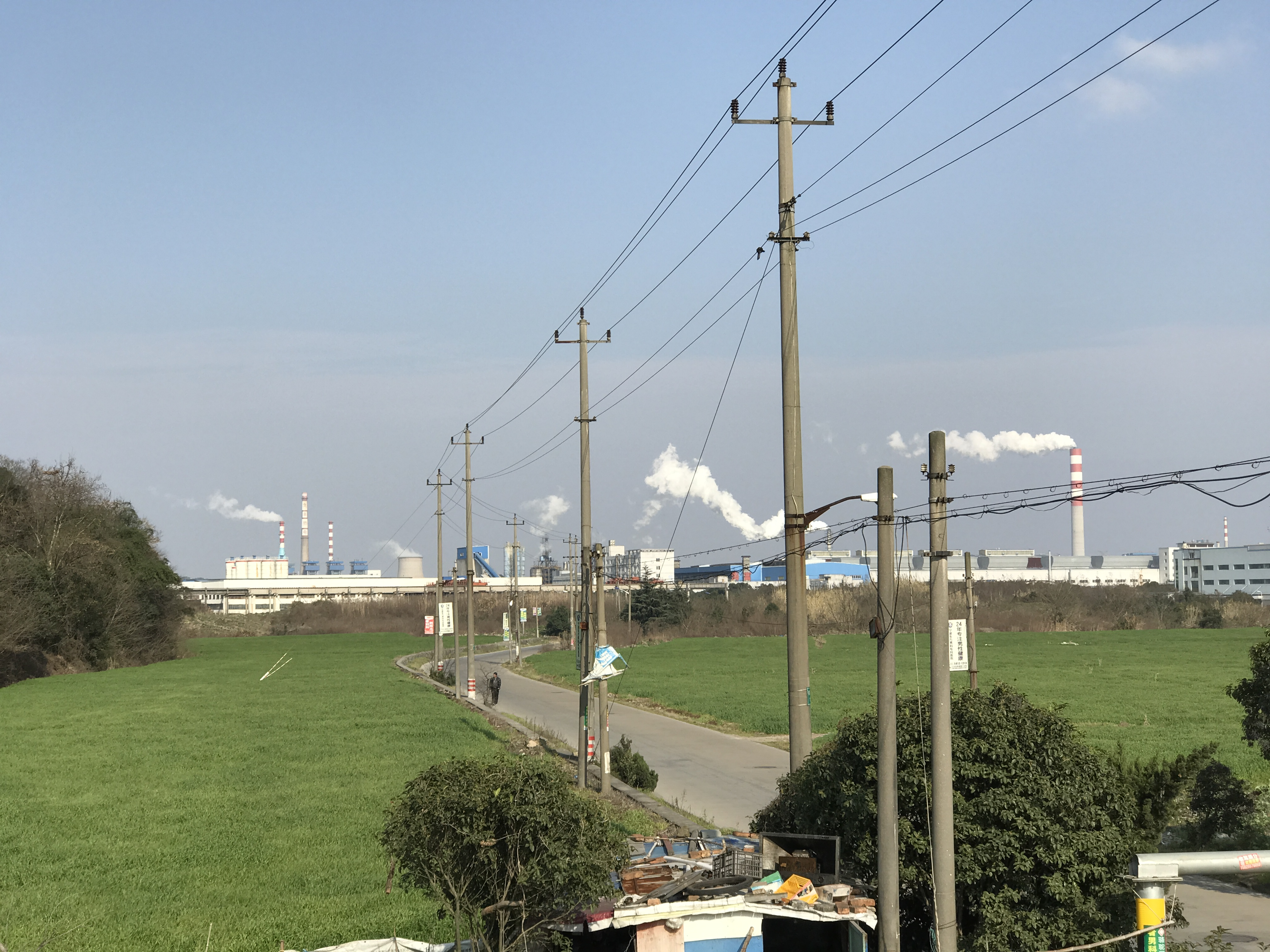
站在月洞门上方向东眺望可见宁波石化经济技术开发区